# From Dusk Till Dawn
From Dusk Till Dawn (englisch, wörtlich: Von der Abend- bis zur Morgendämmerung) ist eine Road-Movie-Horrorkomödie von Robert Rodriguez aus dem Jahr 1996. Deutscher Kinostart war der 4. Juli 1996.

## Handlung
Die Brüder Richard und Seth Gecko sind nach einem Gefängnisausbruch und einem Bankraub, wobei etliche Menschen starben, mit drei Frauen als Geiseln auf der Flucht nach Mexiko. Das FBI und die texanische Polizei sind ihnen dicht auf den Fersen. Während Seth seine Emotionen im Griff hat, zeigt sich Richard als cholerischer, verhaltensgestörter Sexualverbrecher. Als sie unterwegs einen Getränkeladen aufsuchen, um eine Straßenkarte zu kaufen, ermordet Richard einen weiteren Texas-Ranger, wonach beide auch den Verkäufer töten. Richard wird dabei die Hand durchschossen und zwei der Geiseln können entkommen. Die Brüder setzen ihren Weg mit der dritten Geisel fort, einer älteren Bankangestellten, die im Kofferraum des Fluchtwagens eingesperrt ist. Unterwegs nehmen sie sich ein Zimmer in einem Motel, und Seth lässt seinen Bruder mit der Geisel allein zurück, um den Weg zur Grenze zu erkunden. Als er zurückkommt, findet er zu seinem Entsetzen die Geisel von Richard missbraucht und bestialisch ermordet vor.
Der Geistliche Jacob Fuller, der nach dem Tod seiner Ehefrau an Gott zweifelt, ist mit seiner Tochter Kate und seinem Adoptivsohn Scott ebenfalls in dem Motel abgestiegen. Kurzerhand nehmen die Brüder die Fullers als Geiseln, um in deren Wohnmobil über die Grenze zu kommen. Auf der Fahrt achtet Seth darauf, dass Richard sich von dem jungen Mädchen fernhält. Es gelingt ihnen, im Wohnmobil versteckt die Grenze zu passieren. Sie fahren zum Titty Twister, einer abgelegenen Tabledance-Bar, zu der sie der mexikanische Unterweltboss Carlos für den nächsten Morgen bestellt hat. Dieser will den Gecko-Brüdern gegen einen Anteil an ihrer Beute Asyl in El Rey gewähren.
Seth hat vor, die Zeit bis zum Eintreffen von Carlos in der dubiosen Bar zu verbringen. Am Eingang legen sich die Brüder mit dem Türsteher an und schlagen ihn zusammen. In der mit Truckern und Bikern gut gefüllten Bar bewegen sich etliche Tänzerinnen leicht bekleidet oder barbusig auf Tischen und Emporen lasziv zur Musik einer mexikanischen Band. Die Gruppe übernimmt einen Tisch und beginnt zu trinken. Als die Hauptattraktion des Etablissements, die verführerische Santanico Pandemonium, einen erotischen Tanz beendet, erscheint der Türsteher in Begleitung des Barkeepers und des Rausschmeißers am Tisch. Richard wird vom Barkeeper mit einem Messer in die verletzte Hand gestochen, woraufhin die Brüder die Angreifer mit Schüssen und dem Messer niederstrecken. Dabei erregt Richards herabfließendes Blut die Aufmerksamkeit von Santanico, die sich plötzlich in ein Monster verwandelt, auf den Verletzten springt und mit den Zähnen seinen Hals aufreißt. Auch das niedergestreckte Trio erhebt sich wieder – es sind wie auch die Tänzerinnen und das restliche Personal Vampire. Sie verwandeln sich, fallen über die Anwesenden her und veranstalten ein Gemetzel, dem fast alle Gäste sowie Richard zum Opfer fallen. Seth und die Fullers wehren sich erfolgreich zusammen mit zwei weiteren Gästen: Frost, einem bärenstarken Vietnam-Veteran, und Sex Machine, einem Biker und Peitschenartisten. Es gelingt ihnen, die gesamte Vampirhorde zu pfählen oder ins Herz zu stechen, woraufhin deren Körper verbrennen.
Nach einer kurzen Atempause droht erneut Gefahr, als Richard und die gebissenen toten Trucker sich ebenfalls in Vampire verwandeln – die Gruppe bereitet auch ihnen den Vampirtod. Allerdings wird Sex Machine dabei gebissen, mutiert kurz darauf und fällt Frost und Jacob Fuller an. Frost kann ihn durch ein Fenster nach draußen schleudern, doch nun dringen Unmengen an Fledermäusen ein, die sich in Vampire verwandeln und angreifen. Frost mutiert ebenfalls. Seth, Kate und Scott können sich in einem kleinen Lagerraum verschanzen. Zu ihnen stößt kurz darauf auch Jacob.
Jacob weiß, dass er sich aufgrund des Bisses bald verwandeln wird, und findet zu seinem Glauben zurück. Er stellt Weihwasser zum Kampf gegen die Vampire her. Darüber hinaus ist der Lagerraum voll von Waren, die im Laufe der Zeit von den Vampiren aus den Trucks ihrer Opfer hergeschafft worden sind, woraus die Überlebenden weitere Waffen herstellen. Dann kehren sie in die Bar zurück und greifen die Vampirhorde an. Jacob nimmt den anderen das Versprechen ab, ihn umgehend zu vernichten, sobald er sich verwandeln wird. Als Jacob sich verwandelt, tötet ihn Scott, wird allerdings zuvor von ihm gebissen, von mehreren Vampiren gepackt und daraufhin von Kate erschossen. Rücken an Rücken in der Mitte der Bar stehend, befinden sich Seth und Kate als nunmehr einzige Überlebende im Kampf gegen eine Überzahl Vampire in schier aussichtsloser Lage. Doch ihnen wird unerwartet Hilfe zuteil: Die aufgehende Sonne leuchtet durch die Schusslöcher in den Wänden, so dass die beiden durch ein Gitter von Sonnenstrahlen geschützt sind. Zudem trifft Carlos mit seinen Männern ein. Sie schießen die Tür auf und das hereinscheinende Sonnenlicht wird durch die Discokugel der Bar durch den Raum gestreut, so dass die restlichen Vampire verbrennen.
Seth gibt Carlos seinen Anteil, und auch Kate erhält ein dickes Geldbündel. Sie fragt, ob er eine Begleitung brauche, doch er lehnt ab und fährt im von Carlos gebrachten Wagen davon. Kate verlässt den Ort mit dem Wohnmobil.
Die letzte Szene zeigt die Rückseite des Titty Twister, an der eine gewaltige Grabung erfolgt ist. Die Bar ist die Spitze eines von Sand verschütteten präkolumbischen Tempels in Pyramidenform. An den Hängen der Grube türmt sich eine Vielzahl von Wracks – die ausgeraubten Trucks zahlloser ermordeter Truckfahrer.

## Hintergrund
Die Produktionskosten des Films betrugen ca. 19 Millionen US-Dollar. Der Film spielte ca. 25 Millionen Dollar ein.

## Synchronisation
Der Film wurde bei der Hermes Synchron vertont. Andreas Pollak schrieb das Dialogbuch und führte die Dialogregie.
| Rolle                    | Schauspieler      | Synchronsprecher         |
| ------------------------ | ----------------- | ------------------------ |
| Seth Gecko               | George Clooney    | Bernd Rumpf              |
| Jacob Fuller             | Harvey Keitel     | Joachim Kerzel           |
| Richard Gecko            | Quentin Tarantino | Jörg Hengstler           |
| Kate Fuller              | Juliette Lewis    | Bettina Weiß             |
| Scott Fuller             | Ernest Liu        | Simon Jäger              |
| Santanico Pandemonium    | Salma Hayek       | Daniela Strietzel        |
| Grenzwächter/Chet/Carlos | Cheech Marin      | Engelbert von Nordhausen |
| Razor Charlie            | Danny Trejo       | Thomas Wolff             |
| Sex Machine              | Tom Savini        | Jan Spitzer              |
| Pete Bottoms             | John Hawkes       | Torsten Michaelis        |
| Frost                    | Fred Williamson   | Tilo Schmitz             |
| Nachrichtensprecherin    | Kelly Preston     | Katharina Koschny        |

## Schnittfassungen
Die Originalfassung des Films erhielt in Deutschland von der FSK eine Altersfreigabe ab 18 Jahren. Sie wurde von der BPjM am 31. Mai 1997 indiziert. Ende Juni 2017 gab die BPjM die vorzeitige Listenstreichung bekannt.
Es existieren noch weitere, für die Ausstrahlung im Free-TV in unterschiedlichem Ausmaß gekürzte Fassungen, die ebenfalls ab 18 Jahren freigegeben wurden, sowie eine ab 16 Jahren freigegebene VHS- und DVD-Version, die um 16 Minuten und 57,5 Sekunden gegenüber der Originalfassung gekürzt wurde. Im März 2018 wurde auf Pro 7 im Nachtprogramm erstmals die ungekürzte Kinofassung gesendet.

## Auszeichnungen (Auswahl)
MTV Movie Awards
- 1996 – Auszeichnung für George Clooney als Bester Darsteller

Saturn Awards 1996
- Auszeichnung für George Clooney als Bester Schauspieler
- Auszeichnung als Bester Horrorfilm
- Sechs Nominierungen, unter anderem für Robert Rodriguez als Bester Regisseur

Goldene Himbeere
- 1997 – Nominierung für Quentin Tarantino als Schlechtester Nebendarsteller

## Fortsetzungen
Nicht mehr unter der Regie von Robert Rodriguez wurden zwei Nachfolger gedreht.
From Dusk Till Dawn 2 – Texas Blood Money hat mit der ursprünglichen Handlung nur noch am Rande zu tun. Quentin Tarantino und Robert Rodriguez fungierten dabei als Executive Producer.
From Dusk Till Dawn 3 – The Hangman’s Daughter ist gewissermaßen die Vorgeschichte des ersten Teils und erzählt, wie Santanico Pandemonium zur Königin der Vampire aufsteigt. Quentin Tarantino und Robert Rodriguez fungierten dabei als Executive Producer, Rodriguez hat auch die Story mitverfasst.
Zum Original gibt es außerdem die 90-minütige Dokumentation Full Tilt Boogie, welche die Entstehung des ersten Films dokumentiert. Die FSK-18-DVD verfügt neben dem Hauptfilm (ca. 104 Minuten) über eine Bonus-DVD (ca. 180 Minuten), die unter anderem diese Dokumentation enthält.
2006 entstand ohne Mitwirkung von Rodriguez oder Tarantino unter der Regie von Jeff Burr die Low-Budget-Horror-Komödie Devil’s Den, vom deutschen Verleih mit dem Untertitel Killing from Dusk till Dawn versehen, in der eine Killerin ihr Opfer bis in einen Strip-Club nach Mexiko verfolgt. Von 2014 bis 2016 wurde in den Vereinigten Staaten auf dem Sender El Rey Network die Serie From Dusk Till Dawn: The Series ausgestrahlt. Im deutschsprachigen Raum veröffentlichte Netflix am 16. September 2014 die erste Staffel der Serie. Die Hauptrollen übernahmen D. J. Cotrona, Zane Holtz, Eiza González, Jake Busey, Robert Patrick und Don Johnson.

## Filmmusik
1. Everybody Be Cool – George Clooney
2. Dark Night – Blasters
3. Mexican Blackbird – ZZ Top
4. Texas Funeral – Jon Wayne
5. Foolish Heart – The Mavericks
6. Would You Do Me a Favor? – Dialog Juliette Lewis + Quentin Tarantino
7. Dengue Woman Blues – Jimmie Vaughan
8. Torquay – The Leftovers
9. She’s Just Killing Me – ZZ Top
10. Chet’s Speech – George Clooney
11. Angry Cockroaches (Cucarachas Enojadas) – Tito & Tarantula
12. Mary Had a Little Lamb (Live) – Stevie Ray Vaughan & Double Trouble
13. After Dark – Tito & Tarantula
14. Willie the Wimp (And His Cadillac Coffin) – Stevie Ray Vaughan & Double Trouble
15. Kill the Band – Tom Savini
16. Mexican Standoff – Graeme Revell
17. Sex Machine Attacks – Graeme Revell
18. Chet’s Speech – Part II (Dialogue) – Cheech Marin

## Trivia
- Der Kriminalroman The Getaway von Jim Thompson aus dem Jahr 1958 handelt von drei Bankräubern, die sich in einem Zufluchtsort für Kriminelle in Mexiko niederlassen wollen. Der Betreiber dieses Ortes heißt El Rey (deutsch: Der König). Tarantino stellt in einer Szene das Buchcover nach.
- In einer Szene hat Seth Gecko beim Aussteigen aus seinem Wagen eine Tüte von Big Kahuna Burger. Die fiktive Burgerkette kommt auch in Tarantinos Film Pulp Fiction vor.[5]
- Im Wohnmobil der Fullers auf der Fahrt zur mexikanischen Grenze wird Kates Frage „Was gibt es in Mexiko?“ von Richard Gecko lapidar mit „Mexikaner“ beantwortet. Der gleiche Dialog erfolgt in Sam Peckinpahs The Wild Bunch – Sie kannten kein Gesetz vor dem Durchqueren des Rio Grande nach Mexiko.[6] Der Film wird auch in der englischen Originalfassung in der Eröffnungsszene im Getränkeladen erwähnt: "I will turn this place into the fuckin' Wild Bunch, if I think you are fucking with me!"
- Übersetzt lautet der Titel „Von der Abenddämmerung bis zum Morgengrauen“ und er bezieht sich auf die Öffnungszeiten des Lokals Titty Twister.
- Der „Penis-Revolver“, der von „Sex Machine“ getragen und zur Schau gestellt wird, ist derselbe, der schon im Film Desperado – bei dem Rodriguez unter anderem Regie führte – als erste Waffe von Salma Hayek aus El Mariachis Koffer gezogen wird.[7] Darüber hinaus kommt der Penis-Revolver im Actionfilm Machete Kills aus dem Jahr 2013 vor. In Machete Kills, in dem Tom Savini als Nebendarsteller auftritt, trägt eine zwielichtige Bordell-Besitzerin, die zudem mit ihrer Oberweite schießen kann, diese Spezialwaffe im Schritt.
- Die deutsche Rockband Rammstein verarbeitete die Szene, in der Salma Hayek mit der Schlange tanzt, in ihrem Musikvideo zu dem Song Engel.[8]
- Das Lied Pussylovers von DJ Balloon enthält Samples aus der englischen Originalfassung.
- Das T-Shirt von Jacob Fullers Sohn trägt die Aufschrift „Precinct 13“ – eine Hommage an John Carpenters Kult-Action-Schocker Assault – Anschlag bei Nacht (Originaltitel: Assault on Precinct 13) aus dem Jahr 1976.[9]
- Bei dem Wagen, den die Gecko-Brüder zu Beginn des Films fahren, handelt es sich um einen Mercury Cougar XR-7.[10]
- Im Film Curdled – Der Wahnsinn findet man eine Anspielung auf From Dusk Till Dawn in Form einer Nachrichtensendung, in der vom Ausbruch und den Morden der Gecko-Brüder berichtet wird.[11]
- Der Name der Filmfigur Santanico Pandemonium von Salma Hayek ist eine Hommage an den 1975 erschienenen mexikanischen Nunsploitation-Film Satánico Pandemonium.[12]
- Die Figur des Earl McGraw taucht hier zum ersten Mal auf und wird auch in den späteren Filmen Kill Bill sowie Death Proof – Todsicher und Planet Terror von Michael Parks gespielt.[13]
- In dem Film gibt es einen Trunk Shot.
- Im Musikvideo zum Song The End der Rockband Mammoth, das Anfang Mai 2025 veröffentlicht wurde, spielt Schauspieler Danny Trejo den Betreiber einer Bar, in dem die Rockband ein Engagement auf der Bühne erhält. Sobald Frontmann Wolfgang Van Halen auf seiner E-Gitarre zu spielen beginnt, verwandelt sich Danny Trejo, wie die anderen Besucher der Kneipe, in ein Monster, was in ein blutrünstiges Gemetzel übergeht. In dem Videoclip haben außerdem Slash und Myles Kennedy einen Gastauftritt. Regie bei dem Musikvideo führte Robert Rodriguez in Kooperation mit Spezial-Effekte-Designer Greg Nicotero. Bei dem Musikvideo handelt es sich um eine Hommage an den Horrorfilm From Dusk Till Dawn.[14]

## Kritiken
„Ein äußerst blutiger Spuk, der den Kultstatus seiner Macher festigen soll, sie jedoch als zynische Handwerker entlarvt, die die Geschichte den mannigfaltigen Effekten opfern.“

„Das alles macht den Film nicht nur zu einem Vergnügen, sondern auch zu einer der besten filmischen Grotesken. Nicht nur Harvey Keitel, der hier einen völlig anderen Charakter spielt, als man von ihm gewohnt ist, Tarantino, der sehr zurückhaltend einen psychotischen Mann mimt, und George Clooney können in ihren Rollen überzeugen. Mit Juliette Lewis und Ernest Liu sind auch die Rollen der Kinder Fullers gut besetzt worden.“

„„Sin City“-Regisseur Robert Rodriguez zelebriert einen zitatreichen Mix aus Gangsterroadmovie und Hardcorehorror in höllischen Bildern. Rodriguez’ Kumpel Tarantino („Inglourious Basterds“) ersann derart krasse Schockeffekte, dass sein dilettantisches Schauspiel gar nicht weiter auffiel. […] Fazit: Splatterkult mit grimmigem Humor.“

Der Schriftsteller Stephen King bezeichnete den Film als „furiosen Horror-Action-Film“. Nach seiner Meinung spielen die Hauptdarsteller Quentin Tarantino und George Clooney „böse Jungs im Stil der Siebziger“, obwohl der Film Mitte der Neunziger erschienen sei.